# Ngô Nguyên Tế
Ngô Nguyên Tế (chữ Hán: 吳元濟, bính âm: Wu Yuanji, 783 - 12 tháng 12 năm 817), là Tiết độ sứ tự xưng tại Chương Nghĩa dưới thời nhà Đường trong lịch sử Trung Quốc. Sau cái chết của cha là Ngô Thiếu Dương năm 814, Ngô Nguyên Tế tự đảm nhận công việc tại Hoài Tây nhưng không được chính quyền trung ương công nhận và bị Đường Hiến Tông (805 - 820) cử quân thảo phạt. Cuối cùng Ngô Nguyên Tế thất bại và bị xử tử năm 817, trấn Hoài Tây trở về sự kiểm soát của triều đình nhà Đường.

## Thân thế và thời trẻ
Theo Cựu Đường thư, quyển 145, Ngô Nguyên Tế là con trai trưởng của tiền tiết độ sứ Chương Nghĩa Ngô Thiếu Dương, chào đời vào năm 783 dưới thời vua Đức Tông nhà Đường (779 - 805). Còn theo Tân Đường thư thì ông sinh năm 793 cũng dưới thời Đường Đức Tông. Lúc Ngô Nguyên Tế chào đời (theo Cựu Đường thư) thì phụ thân của ông đang là một sĩ tốt phục vụ ở trấn Ngụy Bác. Trước kia Ngô Thiếu Dương có quan hệ thân thiết với Tiết độ sứ Chương Nghĩa bấy giờ, Ngô Thiếu Thành nên vào năm 786, Ngô Thiếu Thành cho người sang Ngụy đón Thiếu Dương về trấn, tuyên bố Thiếu Dương là em họ của mình và hết sức trọng dụng ông ta.
Năm 809, Ngô Thiếu Thành bị bệnh nặng, bất tỉnh không dậy được. Ngô Thiếu Dương bèn làm phản, giết chết con trai Thiếu Thành là Nguyên Khánh. Năm sau Thiếu Thành chết, Thiếu Dương tự xưng là tiết độ sứ mới ở Chương Nghĩa. Vua Hiến Tông được tin, có ý đem quân thảo phạt Thái châu, nhưng vì bận đối phó với Vương Thừa Tông ở Thành Đức nên phải gác tham vọng lại, công nhận ngôi vị của Ngô Thiếu Dương. Dưới thời trị vì của phụ thân, Ngô Nguyên Tế được phong chức Hiệp luật lang, kiêm Giám sát Ngự sử, nhiếp Thứ sử Thái châu.

## Gây hấn với trung ương
Năm 814, Ngô Thiếu Dương qua đời. Nguyên Tế tự lập lên thay và giấu việc không phát tang, giả biểu của Thiếu Dương dâng lên triều đình; trong biểu nói Thiếu Dương bệnh nặng nên xin cho Nguyên Tế lãnh binh vụ. Trước kia, phán quan Chương Nghĩa là bọn Tô Triệu, Dương Nguyên Khanh và Hầu Duy Thanh từng khuyên Thiếu Dương nên vào triều yết thiên tử để tỏ lòng trung thành. Đến đây Nguyên Tế lên nắm quyền, hung bạo vô nghĩa, nghi ngờ các tướng phản bội mình. Do đó ông hạ lệnh thắt cổ giết Tô Triệu và giam cầm Hầu Duy Thanh. Triều đình tưởng Duy Thanh bị giết nên truy tặng là Thượng thư Bộ binh, Tô Triệu truy tặng Hữu phó xạ. Dương Nguyên Khanh khi đó đang ở Trường An, nghe tin này thì hết sức lo sợ nên đã bàn với tể tướng Lý Cát Phủ về tình hình Hoài Tây và vạch ra chiến lược đánh diệt. Nguyên Khanh đề nghị triều đình hạ lệnh cho các trấn xung quanh bắt giam hết sứ giả từ Thái châu. Triều đình nhà Đường cũng không hỏi đến việc Thiếu Dương đã chết thật chưa, nhưng lệnh cho các trấn xung quanh âm thầm chuẩn bị lực lượng tấn công Chương Nghĩa. Nguyên Tế ở Thái châu biết Nguyên Khanh phản mình, liền cho giết vợ và bốn người con của ông ta, dùng thi thể của họ mà tập bắn cung. Lại dùng con rể Ngô Thiếu Thành là Đổng Trọng Chất để lo việc đối phó với triều đình.
Theo lời đề nghị của Trương Hoằng Tĩnh, sai Công bộ viên ngoại lang Lý Quân Hà đến Hoài Tây điếu tang Ngô Thiếu Dương và cũng là dò xét thái độ của Ngô Nguyên Tế. Nguyên Tế không cho sứ giả vào trấn, rồi đem quân cướp bóc, quấy phá Vũ Dương, Diệp Thành, tàn sát người dân, đốt phá Diệp Huyện, cướp bóc ở Lư Sơn, Tương Thành... làm chấn động Quan Đông. Lý Quân Hà phải quay về Trường An.

## Chiến sự giai đoạn đầu
Tháng 10 ÂL, Thượng phong cho thứ sử Trần châu Lý Quang Nhan làm Tiết độ sứ Trung Vũ, Tiết độ sứ Sơn Nam Đông Đạo Sử Nghiêm Thụ làm chiêu phủ sứ Thân, Quang, Thái, đốc chư quân thảo phạt Ngô Nguyên Tế. Đầu năm 815, có chiếu tước quan tước của Nguyên Tế, sai quân của 16 đạo do Sử Nghiêm Thụ chỉ huy tấn công. Nghiêm Thụ sau một vài thắng lợi nhỏ thì tỏ ra chủ quan, do đó binh Hoài Tây thừa cơ tập kích. Tháng 2 năm đó, Thụ bại binh ở Từ Khâu phải rút lui 50 dặm về cố thủ ở Đường châu (thuộc Trú Mã Điếm). Đoàn luyện sứ Lệnh Hồ Thông bại binh ở Thọ châu, nhiều quân sĩ bị người Sở giết chết. Triều đình cách chức Thông, lấy Lý Văn Thông lên thay, còn cử thêm Liễu Công Xước đem thêm 5000 quân vào chiến trường Hoài Tây. Tiết độ sứ Ngụy Bác Điền Hoằng Chánh cũng sai con là Điền Bố dẫn 3000 quân hỗ trợ quân trung ương. Quân Đường giành lại ưu thế và phá được quân Hoài Tây ở một vài nơi.
Ngô Nguyên Tế tìm kiếm sự viện trợ từ các trấn khác, gồm Tiết độ sứ Thành Đức Vương Thừa Tông và Tiết độ sứ Bình Lư Lý Sư Đạo. Hai người này đều dâng biểu lên Nhà Vua xin ban tiết việt cho Ngô Nguyên Tế, nhưng nhà vua từ chối. Sau việc này, Lý Sư Đạo bèn cử 2000 quân đến Thọ Xuân bề ngoài là hỗ trợ quân triều đình nhưng bên trong ngầm giúp Ngô Nguyên Tế. Đồng thời, Sư Đạo sai sát thủ đến cướp phá các đoàn chuyển vận lương thực dùng trong quân đội của nhà Đường xung quanh thành Lạc Dương. Lại còn sai thích khách đến Trường An hành thích hai tể tướng Võ Nguyên Hoành và Bùi Độ, Nguyên Hoành bị giết còn Bùi Độ thoát được. Nhưng sự việc này chỉ khiến quyết tâm tiêu diệt phiên trấn của Hiến Tông tăng thêm, lại tưởng Vương Thừa Tông chủ mưu việc này nên quyết định thảo cả phạt Thành Đức. Tháng 7, Lý Sư Đạo cử quân tăng việc cho Hoài Tây, chiêu kết với bọn sơn tặc, muốn thiêu rụi cả thành Đông Đô nhưng không được.
Cuối năm 815, Sử Nghiêm Thụ bị bãi chức, Tiết độ sứ Tuyên Vũ nắm quyền chỉ huy chiến dịch, Cao Hà Ngụ làm tiết độ sứ Đường Tùy Đặng. Nhưng Hàn Hoằng không nắm được quyền lực tuyệt đối và cũng không tích cực tham gia vào các chiến dịch. Quân triều đình thắng nhiều trận hơn song vẫn không thể giành ưu thế tuyệt đối.
Tháng 6 ÂL năm 816, lực lượng của Cao Hà Ngụ bị quân Chương Nghĩa đánh bại ở Thiết Thành, phải lui về Tân Hưng sách. Lúc bấy giờ tin tức thắng trận về triều đình tuy nhiều nhưng phần lớn là phóng đại. Sau thất bại của Cao Hà Ngụ, nhà Đường giáng chức Hà Ngụ cùng với Tiết độ sứ Sơn Nam Đông Đạo Lý Tốn, đổi dùng Viên Tư lên làm tiết độ sứ ở Đường, Đặng. Cuối năm này Viên Tư cũng bị bãi chức, triều đình cho Lý Tố giữ chức Tiết độ sứ Đường Tùy Đặng, trở thành tướng chỉ huy lực lượng đánh Thái châu. Đầu năm 817, Lý Tố đã có mặt ở Đường châu.

## Thất bại và bị giết
Một loạt chiến thắng liên tiếp trước quân đội của Cao Hà Ngụ và Viên Tư đã khiến cho quân Sở ngày càng khinh địch, tỏ ra coi thường Lý Tố vì ông chưa từng tham gia trận chiến lớn nào. Về phần mình, Lý Tố tìm hiểu kĩ về tình hình quân Sở, dùng chính sách động viên, khích lệ tướng sĩ, tìm cách tự tỏ ra yếu thế khiến quân Hoài Tây chủ quan hơn nữa.
Sau đó Lý Tố xin thêm quân tăng viện và bắt đầu tấn công vào một loạt thành sách xung quanh Thái châu, bắt được và dụ hàng các tướng Ngô Tú Lâm, Lý Hựu, Đinh Sĩ Lương, Trần Quang Hiệp; quân của Lý Quang Nhan cũng phá được Yển Thành. Trong mùa xuân năm 817, Lý Tố lần lượt đánh chiếm Mã An Sơn, Lộ Khâu Sách, Bạch Cẩu Sách, Vân Cảng Sách, Tây Bình, Sở Thành... thế quân Hoài Tây ngày một suy yếu, Ngô Nguyên Tế bắt đầu tỏ ra lo sợ. Người dân Thái châu lâm vào cảnh thiếu đói vì đường tiếp lương thực bị chặn, phải ăn rễ cây, thịt rắn, thịt chuột... nhưng rồi cũng dần cạn, nhiều người trốn ra khỏi thành, đầu hàng quân Đường. Quân Hoài Tây lo ngại nếu bắt giữ những người bỏ trốn thì phải tốn thêm lương thực cho họ ăn, nên không hề ngăn cản họ trốn đi.
Lúc này phí tổn cho chiến dịch đánh Hoài Tây làm ngân khố cạn kiệt, nên một số đại thần đề nghị triều đình dụ hàng Ngô Nguyên Tế. Do vậy, Hiến Tông gửi chiếu đến Thái châu, yêu cầu ông đầu hàng thì sẽ được bảo toàn mạng sống. Tháng 6 ÂL năm đó, lo sợ thế lực trung ương, Ngô Nguyên Tế muốn dâng biểu xin hàng, nhưng bị quân sĩ quá khích ngăn cản, nên việc này không tiến hành được. Tại triều đình, tể tướng Bùi Độ xin đích thân đến Đường châu úy lạo tướng sĩ. Hiến Tông ban cho ông ta làm Tiết độ sứ Chương Nghĩa.
Thế trận ngày càng bất lợi cho quân Hoài Tây. Ngoài cánh quân chủ lực của Lý Tố, các cánh quân khác do Lý Quang Nhan và Ô Trọng Dận chỉ huy cũng phá được Yển Thành vào mùa hạ năm 817. Tháng 8 ÂL, Bùi Độ tới Yển Thành, ra sức động viên tướng sĩ, cùng diệt họ Ngô. Ngô Nguyên Tế phái Đổng Trọng Chất đóng ở Hồi Khúc (gần Yển Thành), tính kế cố thủ.
Ngày 27 tháng 11 năm 817, lúc trời đã ngả bóng, Lý Tố bắt đầu đem quân tiến tới phủ đệ của họ Ngô. Quân Đường lặng lẽ hành quân ngay trong đêm tuyết rơi dày, vượt 70 dặm qua khỏi Hồi Khúc tới chân thành Thái châu. Kể từ sau khi Ngô Thiếu Thành nắm quyền năm 786 là hơn 30 năm quân Đường không vào Thái châu, nên quân Hoài Tây hoàn toàn không có phòng bị gì cả. Lý Tố cùng Lý Trung Nghĩa đi trước, chư quân theo sau, cùng leo vào thành. Lính giữ cửa đều ngủ say, bị giết cả; chỉ giữ lại kẻ đánh mõ để người trong thành tưởng vẫn chưa có việc gì xảy ra.
Lý Tố kéo quân vào phủ đệ của Ngô Nguyên Tế vào lúc trời đã sáng. Tố thông báo rằng: 
"Quan quân đến rồi!"
Lúc đó Nguyên Tế đang say giấc điệp, đáp rằng đó là bọn tù làm loạn. Có người lính lại hô
Thành bị chiếm rồi!
Nguyên Tế nói
Binh sĩ ở Hồi Khúc lại tới xin áo ấm
Rồi đứng dậy bước ra ngoài, lúc đó mới phát hiện ra, bèn dẫn tướng sĩ lên chống cự. Lý Tố lo Đổng Trọng Chất sẽ vào Thái châu cứu chủ, nên dụ hàng ông ta. Ngày 29 tháng 11, quân Đường tràn vào thành Thái châu, đến giữa trưa thành bị phá, Ngô Nguyên Tế bị bắt sống. Lý Tố cho xe áp giải ông về Trường An.
Ngày 12 tháng 12 cùng năm, Ngô Nguyên Tế bị đưa tới Trường An, Đường Hiến Tông lên Hưng An môn tiến hành lễ thụ phù. Sau đó vua hạ lệnh đưa ông đến lạy ở miếu tiên đế, rồi đem chém ở nơi có một cây liễu đứng một mình. Năm đó Ngô Nguyên Tế được 35 tuổi. Vợ ông là Thẩm thị bị sung làm nô tì phục dịch trong cung; hai người em trai và ba người con bị lưu đày tới Giang Lăng.
Họ Ngô kể từ Ngô Thiếu Thành giết Trần Tiên Kì năm 786 cho tới khi Ngô Nguyên Tế bị giết năm 817, nắm quyền ở đất Sở được 31 năm.